# Torneio Rio-São Paulo 1966
In 1966 werd het achttiende Torneio Rio-São Paulo gespeeld voor clubs uit Rio de Janeiro en São Paulo. De competitie werd gespeeld van 9 januari tot 29 maart. Aan het einde stonden vier clubs op de eerste plaats. Omdat de kalender voor de clubs al redelijk vol was werd besloten om geen finales te spelen en de Botafogo, Vasco, Santos en Corinthians tot kampioen uit te roepen.

## Eindstand
| Plaats | Club          | Wed. | W | G | V | Saldo | Ptn. |
| ------ | ------------- | ---- | - | - | - | ----- | ---- |
| 1.     | Vasco da Gama | 9    | 5 | 1 | 3 | 12:11 | 11   |
| 1.     | Corinthians   | 9    | 5 | 1 | 3 | 15:15 | 11   |
| 1.     | Botafogo      | 9    | 4 | 3 | 2 | 19:11 | 11   |
| 1.     | Santos        | 9    | 4 | 3 | 2 | 18:11 | 11   |
| 5.     | São Paulo     | 9    | 5 | 0 | 4 | 14:11 | 10   |
| 6.     | Palmeiras     | 9    | 4 | 1 | 4 | 11:13 | 9    |
| 7.     | Bangu         | 9    | 4 | 0 | 5 | 9:12  | 8    |
| 7.     | Flamengo      | 9    | 3 | 2 | 4 | 13:13 | 8    |
| 9.     | Fluminense    | 9    | 3 | 0 | 6 | 8:17  | 6    |
| 10.    | Portuguesa    | 9    | 2 | 1 | 6 | 11:16 | 5    |

|  | Kampioen |

## Kampioen
| Torneio Rio-São Paulo de 1966 |
| São Paulo                     |
| ----------------------------- |
| SANTOS Kampioen (4° titel)    |

| Torneio Rio-São Paulo de 1966 |
| Rio de Janeiro                |
| ----------------------------- |
| BOTAFOGO Kampioen (3° titel)  |

| Torneio Rio-São Paulo de 1966     |
| Rio de Janeiro                    |
| --------------------------------- |
| VASCO DA GAMA Kampioen (2° titel) |

| Torneio Rio-São Paulo de 1966   |
| São Paulo                       |
| ------------------------------- |
| CORINTHIANS Kampioen (5° titel) |